# Свештари
Свештари (болг. Свещари) — село в Болгарии. Находится в Разградской области, входит в общину Исперих. Население составляет 640 человек.

## Достопримечательности
В 1985 году в 2,5 км к юго—западу от села была обнаружена уникальная фракийская гробница и древнее городище.

## Политическая ситуация
В местном кметстве Свештари, в состав которого входит Свештари, должность кмета (старосты) исполняет Кемал Али Кязим (Движение за права и свободы (ДПС)) по результатам выборов правления кметства.
Кмет (мэр) общины Исперих — Адил Ахмед Решидов (Движение за права и свободы (ДПС)) по результатам выборов в правление общины.